# Sports Night
Sports Night è una serie televisiva statunitense ideata da Aaron Sorkin e trasmessa da ABC per due stagioni, dal 1998 al 2000.
La serie è incentrata su un gruppo di autori che cerca di produrre un programma televisivo sportivo, vagamente ispirato al programma SportsCenter di ESPN.
La serie ha ricevuto numerosi Emmy Award e Golden Globe.

## Trama
Attorno al programma sportivo SportsNight, trasmesso dal network Continental Sports Channel, si intrecciano le vicende quotidiane dei conduttori Casey McCall e Dan Rydell, del dirigente Isac Jaffe, della produttrice Dana Whitaker e dei registi Jeremy Goodwin e Natalia Hurley.

## Episodi
| Stagione         | Episodi | Prima TV originale | Prima TV Italia |
| ---------------- | ------- | ------------------ | --------------- |
| Prima stagione   | 23      | 1998-1999          | 2003-2004       |
| Seconda stagione | 22      | 1999-2000          | 2005-2006       |